# آگلومراسیون

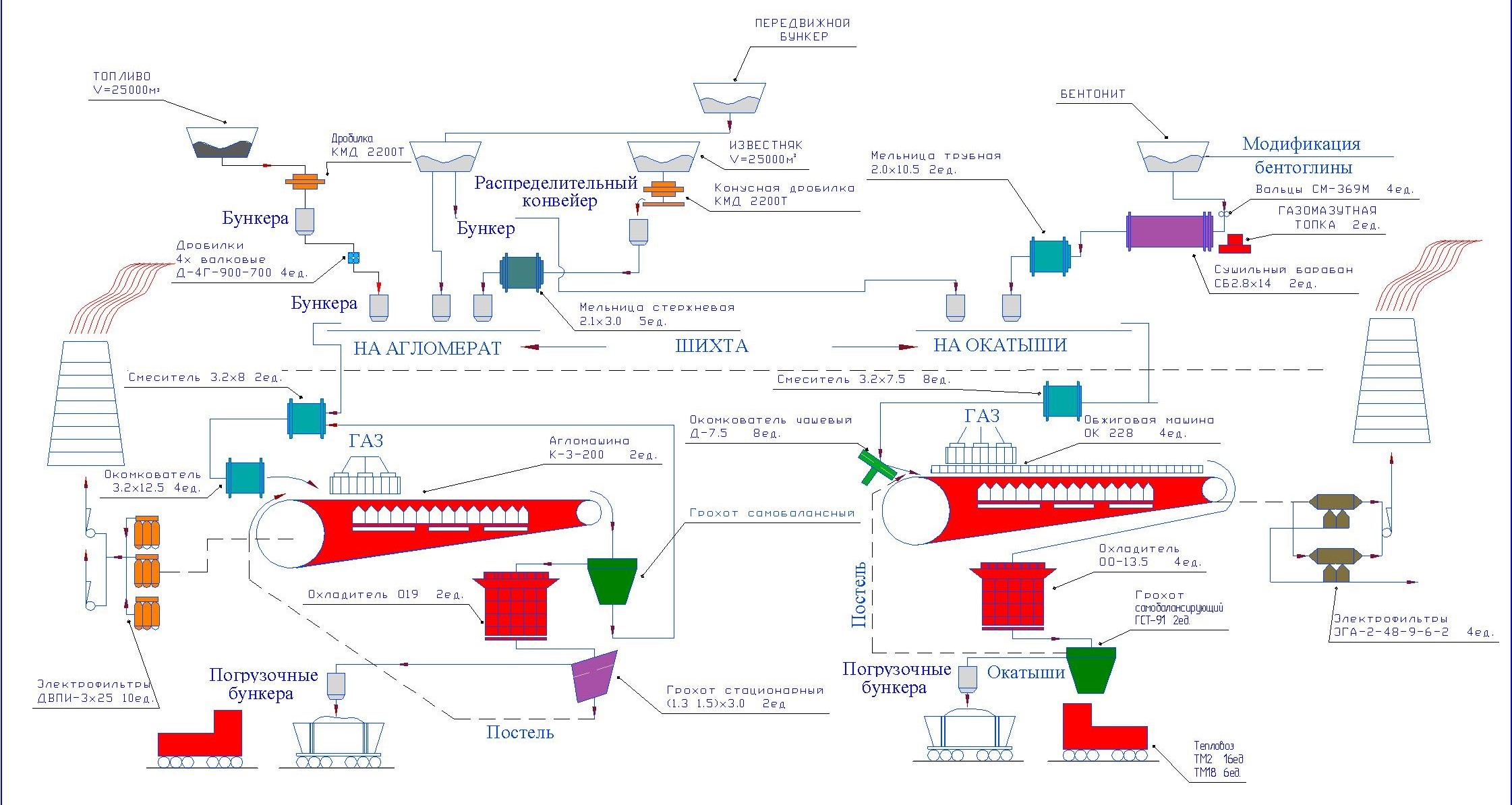
آگلومراسیون

فرایند پیش پخت و کلوخه‌سازی سنگ آهن قبل از شارژ به کوره بلند در کارخانه‌های فولادسازی آگلومراسیون نامیده می‌شود.
آگلومراسیون شامل مراحل آماده‌سازی مواد، پخت و سرد کردن می‌باشد.
مرحله آماده‌سازی مواد شامل مخلوط کردن سنگ آهن، کک، آهک، آگلومره برگشتی و سایر مواد افزودنی می‌باشد. مهم‌ترین مسئله در این مرحله نسبت دقیق مخلوط می‌باشد. این کار معمولاً با سیستم‌های توزین اتوماتیک انجام می‌شود.
مرحله دوم و اصلی مرحله پخت آگلومره می‌باشد. عملیات پخت در دو قسمت کوره پخت و پالت متحرک انجام می‌شود.
کوره‌های پخت آگلومره در دنیا معمولاً در دو نوع انعکاسی و شعله پرده‌ای می‌باشد. کوره‌های پخت انعکاسی به کوره‌هایی گفته می‌شود که شعله مشعلها به‌طور مستقیم با مواد آگلومره تماس ندارد. کوره‌های نوع انعکاسی بسیار قدیمی بوده و هم‌اکنون تقریباً منسوخ شده‌اند.
کوره‌های نوع شعله پرده‌ای به کوره‌های گفته می‌شود که شعله مشعلها به صورت مستقیم و همانند یک پرده آتشین به سطح مواد آگلومره برخورد می‌کند. در کوره‌های شعله پروده‌ای مصرف سوخت تا یک سوم مصرف سوخت کوره‌های قدیمی می‌باشد. کوره‌های پخت آگلومراسیون شرکت ذوب آهن اصفهان هم‌اکنون از نوع کوره‌ای پخت جدید شعله پرده‌ای می‌باشد.
مرحله آخر آگلومراسیون سرد کردن مواد پخته می‌باشد. سردکننده‌های آگلومره در دو نوع مستقیم یا دوار هستند.